# بطولة العالم لألعاب القوى داخل الصالات 2010
بطولة العالم لألعاب القوى داخل الصالات 2010 أقيمت في الدوحة. شارك فيها 585 رياضياً من 146 بلداً.

## العطاءات والتنظيم

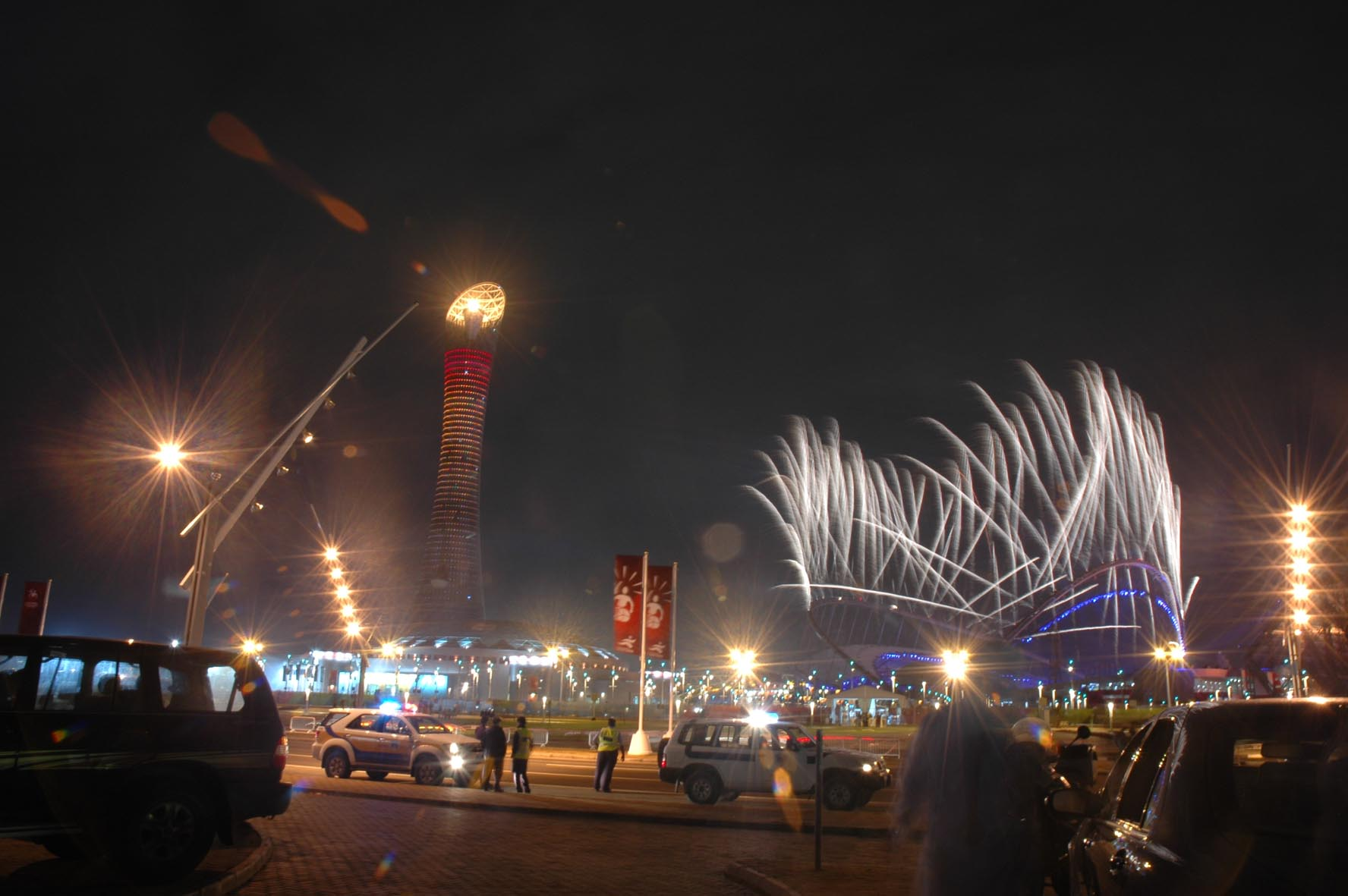
المدينة الرياضية خلال دورة الألعاب الآسيوية 2006.

أعلن الاتحاد الدولي لألعاب القوى في 25 مارس 2007 في اجتماع مجلس الاتحاد الدولي لألعاب القوى في مومباسا بكينيا أنه تلقى عطاءات من تركيا وقطر لاستضافة البطولة. في 25 نوفمبر في اجتماع المجلس في موناكو أعلن الاتحاد الدولي لألعاب القوى أن الدوحة ستستضيف البطولة. كانت هذه هي المرة الأولى التي تقام فيها بطولة العالم لألعاب القوى في الشرق الأوسط والمرة الثانية التي تقام فيها بطولة العالم داخل القاعات خارج أوروبا أو أمريكا الشمالية (بعد بطولة العالم لألعاب القوى داخل الصالات 1999 في اليابان).
كان مكان الحدث هو الصالة الداخلية التي تقع داخل المدينة الرياضية في أكاديمية أسباير التي استضافت سابقا بطولة آسيا لألعاب القوى داخل الصالات 2008. كانت بطولة العالم للصالات المغلقة أول حدثين رياضيين هامين تم تنظيمهما في الدوحة في عام 2010. ستبدأ أول بطولة الدوري الماسي 2010 مع بطولة قطر الكبرى لألعاب القوى الكبرى في مايو.
قبل البطولة عقدت اللجنة التنظيمية في قطر اجتماع الدوحة لألعاب القوى الداخلية للناشئين كحدث اختبار للمكان. بدأ الاجتماع في 26 فبراير وضم رياضيين صغار من 11 دولة في المنطقة يتنافسون في ما مجموعه 13 حدثًا.
سجلت المسابقة رقما قياسيا جديدا لعدد الدول في بطولة العالم للصالات المغلقة: أرسل 150 بلدا فريقا إلى البطولة حيث شارك في المنافسات 374 رياضي و283 رياضية.
كانت تعويذة المنافسة عبارة عن مجسم عناق الأرض يدعى سهام وهي قطة متوسطة الحجم تنتمي إلى الشرق الأوسط. إدراج التميمة كان من أسباب نجاح بطولة العالم لألعاب القوى 2009 عندما أدرجت التميمة بيرلينو الدب.
قام الاتحاد الدولي لألعاب القوى بتوسيع التغطية الصوتية والفيديوية للبطولات إلى الإنترنت في بعض البلدان بما في ذلك عقد صفقة مع اللجنة الانتخابية المستقلة في الرياضة التي شهدت الأحداث المتاحة على الهواء مباشرة وبناء على الطلب عن طريق ديليموشن. كانت هذه أول صفقة من نوعها للمنافسة.

### اختبار المنشطات
الرياضية الروسية آنا ألمينوفا التي تنافست في سباق 1500 متر فشلت في اختبار المنشطات أثناء البطولة. ثبت صحة تناولها سودوإفدرين الذي كان موجودا في دواء بارد كانت تتناوله وتم حظرها لمدة ثلاثة أشهر.

## الجدول
| ت | التصفيات | رب | ربع النهائي | ½ | نصف النهائي | ن | النهائي |

| التاريخ←          | 12 | 12 | 13 | 13 | 13 | 14 | 14 | 14 |
| الحدث↓            | ص  | م  | ص  | م  | م  | ص  | م  | م  |
| ----------------- | -- | -- | -- | -- | -- | -- | -- | -- |
| 60 متر            |    | ت  |    | ½  | ن  |    |    |    |
| 400 متر           | ت  | ½  |    | ن  | ن  |    |    |    |
| 800 متر           | ت  |    | ½  |    |    |    | ن  | ن  |
| 1500 متر          |    | ت  |    | ن  | ن  |    |    |    |
| 3000 متر          |    | ت  |    |    |    |    | ن  | ن  |
| 60 متر حواجز      |    | ت  |    |    |    |    | ½  | ن  |
| 4 * 400 متر تتابع |    |    | ت  |    |    |    | ن  | ن  |
| القفز الطويل      |    | رب |    | ن  | ن  |    |    |    |
| القفز الثلاثي     |    | رب |    |    |    |    | ن  | ن  |
| القفز العالي      |    | رب |    |    |    |    | ن  | ن  |
| القفز بالزانة     | رب |    |    | ن  | ن  |    |    |    |
| دفع الثقل         | رب |    |    | ن  | ن  |    |    |    |
| السباعي           | ن  | ن  | ن  | ن  | ن  |    |    |    |

| التاريخ→          | 12 | 12 | 13 | 13 | 13 | 14 | 14 | 14 |
| الحدث↓            | ص  | م  | ص  | م  | م  | ص  | م  | م  |
| ----------------- | -- | -- | -- | -- | -- | -- | -- | -- |
| 60 متر            |    | ت  |    |    |    |    | ½  | ن  |
| 400 متر           | ت  | ½  |    | ن  | ن  |    |    |    |
| 800 متر           | ت  |    |    |    |    |    | ن  | ن  |
| 1500 متر          |    | ت  |    |    |    |    | ن  | ن  |
| 3000 متر          |    | ت  |    | ن  | ن  |    |    |    |
| 60 متر حواجز      |    | ت  |    | ½  | ن  |    |    |    |
| 4 * 400 متر تتابع |    |    |    |    |    |    | ن  | ن  |
| القفز الطويل      |    |    | رب |    |    |    | ن  | ن  |
| القفز الثلاثي     | رب |    |    | ن  | ن  |    |    |    |
| القفز العالي      | رب |    |    | ن  | ن  |    |    |    |
| القفز بالزانة     |    | رب |    |    |    |    | ن  | ن  |
| دفع الثقل         |    |    | رب |    |    |    | ن  | ن  |
| الخماسي           |    |    | ن  | ن  | ن  |    |    |    |

## النتائج

### الرجال
2006 | 2008 | 2010 | 2012 | 2014
| الحدث             | الذهبية                                                                     | الذهبية                  | الفضية                                                                      | الفضية                 | البرونزية                                                                               | البرونزية                |
| ----------------- | --------------------------------------------------------------------------- | ------------------------ | --------------------------------------------------------------------------- | ---------------------- | --------------------------------------------------------------------------------------- | ------------------------ |
| 60 متر            | دواين تشامبرز · بريطانيا العظمى                                             | 6.48 رقم قياسي عالمي     | مايك رودجرز · الولايات المتحدة                                              | 6.53                   | دانييل بيلي · أنتيغوا وباربودا                                                          | 6.57                     |
| 400 متر           | كريس براون · جزر البهاما                                                    | 45.96 رقم قياسي للموسم   | ويليام كولازو · كوبا                                                        | 46.31 رقم قياسي شخصي   | جمال تورانس · الولايات المتحدة                                                          | 46.43                    |
| 800 متر           | أبو بكر كاكي · السودان                                                      | 1:46.23 رقم قياسي للموسم | بواز كيبلاغات لالانغ · كينيا                                                | 1:46.39                | آدم كشتوت · بولندا                                                                      | 1:46.69                  |
| 1500 متر          | ديريس ميكونين · إثيوبيا                                                     | 3:41.86                  | عبد العاطي إيكدير · المغرب                                                  | 3:41.96                | هارون كيتاني · كينيا                                                                    | 3:42.32                  |
| 3000 متر          | برنارد لاجات · الولايات المتحدة                                             | 7:37.97 رقم قياسي للموسم | سيرجيو سانتشيز · إسبانيا                                                    | 7:39.55                | سامي أليكس موتاهي · كينيا                                                               | 7:39.90                  |
| 60 متر حواجز      | دايرون روبلز · كوبا                                                         | 7.34 رقم قياسي للبطولة   | تيرنس تراميل · الولايات المتحدة                                             | 7.36 رقم قياسي وطني    | ديفيد اوليفر · الولايات المتحدة                                                         | 7.44 رقم قياسي شخصي      |
| 4 * 400 متر تتابع | الولايات المتحدة · جمال تورانس · غريغ نيكسون · تافاريس تيت · برشون جاكسون · | 3:03.40 رقم قياسي رائد   | بلجيكا · سيدريك فان برانثيم · كيفن بورليه · أنطوان غيليه · جوناثان بورليه · | 3:06.94 رقم قياسي وطني | بريطانيا العظمى · كونراد ويليامز (رياضي) · نايجل ليفين · كريستوفر كلارك · ريتشارد باك · | 3:07.52 رقم قياسي للموسم |
| القفز العالي      | إيفان أوخوف · روسيا                                                         | 2.36                     | ياروسلاف ريباكوف · روسيا                                                    | 2.31                   | داستي جوناس · الولايات المتحدة                                                          | 2.31                     |
| القفز بالزانة     | ستيف هوكر · أستراليا                                                        | 6.01 رقم قياسي للبطولة   | مالته مور · ألمانيا                                                         | 5.70                   | ألكسندر شتراوب · ألمانيا                                                                | 5.65                     |
| قفز طويل          | فابريس لابير · أستراليا                                                     | 8.17                     | غودفري خوستو موكوينا · جنوب إفريقيا                                         | 8.08 رقم قياسي للموسم  | ميتشيل وات · أستراليا                                                                   | 8.05                     |
| قفز ثلاثي         | تيدي تامغو · فرنسا                                                          | 17.90 رقم قياسي عالمي    | يواندري بيتانزوس · كوبا                                                     | 17.69 رقم قياسي شخصي   | أرني ديفيد غيرات · كوبا                                                                 | 17.36 رقم قياسي للموسم   |
| دفع الثقل         | كريستيان كانتويل · الولايات المتحدة                                         | 21.83                    | رالف بارتلس · ألمانيا                                                       | 21.44 رقم قياسي شخصي   | ديلان أرمسترونغ · كندا                                                                  | 21.39                    |
| السباعي           | براين كلاي · الولايات المتحدة                                               | 6204                     | تراي هاردي · الولايات المتحدة                                               | 6184                   | أليكسي دروزدوف · روسيا                                                                  | 6141                     |

### السيدات
2006 | 2008 | 2010 | 2012 | 2014
| الحدث             | الذهبية                                                                     | الذهبية                 | الفضية                                                                           | الفضية                   | البرونزية                                                                                   | البرونزية                |
| ----------------- | --------------------------------------------------------------------------- | ----------------------- | -------------------------------------------------------------------------------- | ------------------------ | ------------------------------------------------------------------------------------------- | ------------------------ |
| 60 متر            | فيرونيكا كامبل براون · جامايكا                                              | 7.00 رقم قياسي شخصي     | كارميليتا جيتر · الولايات المتحدة                                                | 7.05                     | رودي زانغ ميلاما · الغابون · شيري آن بروكس · جامايكا                                        | 7.14 7.14 رقم قياسي شخصي |
| 400 متر           | ديبي دان · الولايات المتحدة                                                 | 51.04                   | تاتيانا فيروفا · روسيا                                                           | 51.13 رقم قياسي شخصي     | فانيا ستامبولوفا · بلغاريا                                                                  | 51.50 رقم قياسي للموسم   |
| 800 متر           | ماريا سافينوفا · روسيا                                                      | 1:58.26 رقم قياسي رائد  | جيني ميدوز · بريطانيا العظمى                                                     | 1:58.43 رقم قياسي وطني   | أليسيا جونسون · الولايات المتحدة                                                            | 1:59.60 رقم قياسي شخصي   |
| 1500 متر          | كالكاندان جيزاينه · إثيوبيا                                                 | 4:08.14                 | ناتاليا رودريغيث مارتينث · إسبانيا                                               | 4:08.30                  | غيليت باركا · إثيوبيا                                                                       | 4:08.39                  |
| 3000 متر          | ميسيريت ديفار · إثيوبيا                                                     | 8:51.17                 | فيفيان شيريوت · كينيا                                                            | 8:51.85                  | سينتاييهو إيجيغو · إثيوبيا                                                                  | 8:52.08                  |
| 60 متر حواجز      | لولو جونز · الولايات المتحدة                                                | 7.72 رقم قياسي للبطولة  | بيرديتا فيليسيان · كندا                                                          | 7.86 رقم قياسي للموسم    | بريسيلا لوبيز-شيلب · كندا                                                                   | 7.87                     |
| 4 * 400 متر تتابع | الولايات المتحدة · ديبي دان · ديدي تروتر · ناتاشا هاستنغز · أليسون فيليكس · | 3:27.34 رقم قياسي رائد  | روسيا · سفيتلانا بوسبيلوفا · ناتاليا نزاروفا · كسينيا ريزهوفا · تاتيانا فيروفا · | 3:27.44 رقم قياسي للموسم | جمهورية التشيك · دينيسا روسولوفا · جيتكا بارتونيتشكوفا · زوزانا بيرغروفا · زوزانا هيغنوفا · | 3:30.05 رقم قياسي للموسم |
| القفز العالي      | بلانكا فلاسيتش · كرواتيا                                                    | 2.00                    | روت بيتيا · إسبانيا                                                              | 1.98                     | تشونت هاوارد لو · الولايات المتحدة                                                          | 1.98 رقم قياسي للموسم    |
| القفز بالزانة     | فابيانا مورر · البرازيل                                                     | 4.80                    | سفيتلانا فيوفانوفا · روسيا                                                       | 4.80 رقم قياسي للموسم    | أنا روغوفسكا · بولندا                                                                       | 4.70                     |
| قفز طويل          | بريتني ريز · الولايات المتحدة                                               | 6.70                    | نايد غوميز · البرتغال                                                            | 6.67                     | كايلا كوشتا · البرازيل                                                                      | 6.63 رقم قياسي للموسم    |
| قفز ثلاثي         | أولغا ريباكوفا · كازاخستان                                                  | 15.14 رقم قياسي رائد    | يارغليس سافيني · كوبا                                                            | 14.86 رقم قياسي للموسم   | آنا بياتيخ · روسيا                                                                          | 14.64 رقم قياسي للموسم   |
| دفع الثقل         | فاليري أدامس · نيوزيلندا                                                    | 20.49 رقم قياسي للمنطقة | آنا أفدييفا · روسيا                                                              | 19.47 رقم قياسي للموسم   | نادين كلاينرت · ألمانيا                                                                     | 19.34 رقم قياسي للموسم   |
| الخماسي           | جيسيكا إنيس · بريطانيا العظمى                                               | 4937 رقم قياسي للبطولة  | ناتاليا دوبرينسكا · أوكرانيا                                                     | 4851                     | هيليس فونتين · الولايات المتحدة                                                             | 4753                     |

## جدول الميداليات

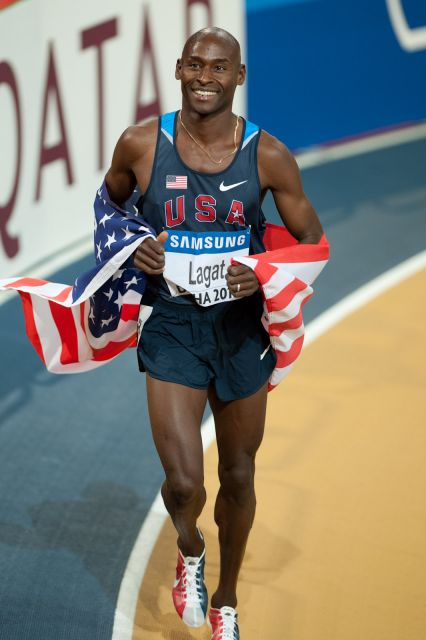

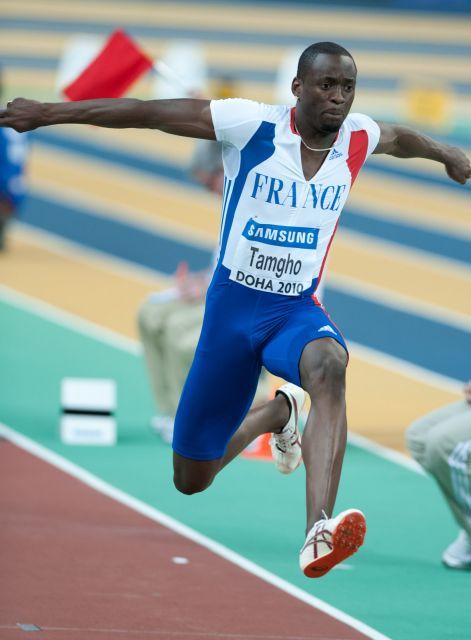

| الترتيب  | منتخب            | ذهبية | فضية | برونزية | المجموع |
| -------- | ---------------- | ----- | ---- | ------- | ------- |
| 1        | الولايات المتحدة | 8     | 4    | 5       | 17      |
| 2        | إثيوبيا          | 3     | 0    | 2       | 5       |
| 3        | روسيا            | 2     | 4    | 3       | 9       |
| 4        | المملكة المتحدة  | 2     | 1    | 1       | 4       |
| 5        | أستراليا         | 2     | 0    | 1       | 3       |
| 6        | كوبا             | 1     | 3    | 1       | 5       |
| 7        | بيلاروس          | 1     | 0    | 1       | 2       |
| 7        | البرازيل         | 1     | 0    | 1       | 2       |
| 9        | جزر البهاما      | 1     | 0    | 0       | 1       |
| 9        | كرواتيا          | 1     | 0    | 0       | 1       |
| 9        | كازاخستان        | 1     | 0    | 0       | 1       |
| 9        | فرنسا            | 1     | 0    | 0       | 1       |
| 9        | جامايكا          | 1     | 0    | 0       | 1       |
| 9        | السودان          | 1     | 0    | 0       | 1       |
| 15       | إسبانيا          | 0     | 3    | 0       | 3       |
| 16       | كينيا            | 0     | 2    | 2       | 4       |
| 17       | ألمانيا          | 0     | 2    | 1       | 3       |
| 18       | كندا             | 0     | 1    | 2       | 3       |
| 19       | بلجيكا           | 0     | 1    | 0       | 1       |
| 19       | المغرب           | 0     | 1    | 0       | 1       |
| 19       | نيوزيلندا        | 0     | 1    | 0       | 1       |
| 19       | البرتغال         | 0     | 1    | 0       | 1       |
| 19       | جنوب إفريقيا     | 0     | 1    | 0       | 1       |
| 19       | أوكرانيا         | 0     | 1    | 0       | 1       |
| 25       | بولندا           | 0     | 0    | 2       | 2       |
| 26       | أنتيغوا وباربودا | 0     | 0    | 1       | 1       |
| 26       | بلغاريا          | 0     | 0    | 1       | 1       |
| 26       | جمهورية التشيك   | 0     | 0    | 1       | 1       |
| 26       | الغابون          | 0     | 0    | 1       | 1       |
| الإجمالي | الإجمالي         | 26    | 26   | 26      | 78      |

## الدول المشاركة
- الأنتيل الهولندية (2)
- ألبانيا (1)
- الجزائر (1)
- أرمينيا (1)
- أنتيغوا وباربودا (1)
- أستراليا (6)
- النمسا (3)
- أذربيجان (2)
- جزر البهاما (13)
- بلجيكا (10)
- برمودا (1)
- البحرين (2)
- بيلاروس (9)
- بوتسوانا (8)
- البرازيل (9)
- بروناي (1)
- بلغاريا (7)
- كندا (6)
- جزر كايمان (1)
- جمهورية الكونغو (1)
- الصين (15)
- ساحل العاج (1)
- جزر كوك (1)
- كولومبيا (1)
- جزر القمر (1)
- كوستاريكا (1)
- كوبا (13)
- قبرص (2)
- جمهورية التشيك (17)
- الدنمارك (1)
- جمهورية الدومينيكان (5)
- مصر (1)
- إرتريا (1)
- السلفادور (1)
- إسبانيا (14)
- إستونيا (3)
- إثيوبيا (8)
- فنلندا (2)
- فرنسا (24)
- ولايات ميكرونيسيا المتحدة (1)
- الغابون (1)
- المملكة المتحدة (30)
- غينيا بيساو (1)
- ألمانيا (13)
- غانا (1)
- اليونان (7)
- غرينادا (1)
- غينيا (1)
- غوام (1)
- غيانا (1)
- هونغ كونغ (1)
- المجر (3)
- إندونيسيا (1)
- إيران (1)
- إسرائيل (1)
- جزر العذراء الأمريكية (1)
- إيطاليا (8)
- جزر العذراء البريطانية (1)
- جامايكا (13)
- اليابان (1)
- كازاخستان (6)
- كينيا (8)
- قرغيزستان (1)
- كيريباتي (1)
- كوريا الجنوبية (1)
- السعودية (3)
- الكويت (1)
- لاتفيا (2)
- ليبيريا (1)
- لبنان (2)
- ليتوانيا (5)
- ماكاو (1)
- مدغشقر (1)
- المغرب (5)
- ماليزيا (1)
- مولدوفا (1)
- جزر المالديف (1)
- مالي (1)
- مالطا (1)
- موناكو (1)
- ميانمار (1)
- ناميبيا (1)
- نيكاراغوا (1)
- هولندا (3)
- نيبال (1)
- نيجيريا (1)
- النيجر (1)
- جزر ماريانا الشمالية (1)
- النرويج (4)
- ناورو (1)
- نيوزيلندا (2)
- عُمان (1)
- باكستان (1)
- بنما (1)
- باراغواي (1)
- الفلبين (1)
- فلسطين (1)
- بالاو (1)
- بابوا غينيا الجديدة (1)
- بولندا (15)
- البرتغال (5)
- بورتوريكو (1)
- قطر (6)
- رومانيا (3)
- جنوب إفريقيا (5)
- روسيا (42)
- ساموا (1)
- غينيا بيساو (1)
- السنغال (1)
- سنغافورة (1)
- سانت كيتس ونيفيس (2)
- سيراليون (1)
- سلوفينيا (2)
- سان مارينو (2)
- جزر سليمان (1)
- صربيا (3)
- سريلانكا (1)
- ساو تومي وبرينسيب (1)
- السودان (4)
- سويسرا (3)
- سلوفاكيا (2)
- سوريا (1)
- السويد (8)
- إسواتيني (1)
- تنزانيا (1)
- تونغا (1)
- تايلاند (1)
- طاجيكستان (1)
- تركمانستان (1)
- توغو (1)
- تايبيه الصينية (1)
- ترينيداد وتوباغو (3)
- تركيا (3)
- الأوروغواي (1)
- أوكرانيا (18)
- الولايات المتحدة (51)
- أوزبكستان (3)
- فانواتو (1)
- فنزويلا (1)
- سانت فينسنت والغرينادين (1)
- اليمن (1)
- زامبيا (1)
- زيمبابوي (1)